# Élections législatives de 1988 dans l'Aude
Les élections législatives françaises de 1988 se déroulent les 5 et 12 juin 1988. Dans le département de l'Aude, trois députés étaient à élire dans trois circonscriptions.

## Élus
| Circonscription | Député sortant        | Parti                 | Parti                 | Député élu        | Parti | Parti |
| --------------- | --------------------- | --------------------- | --------------------- | ----------------- | ----- | ----- |
| 1re             | Scrutin proportionnel | Scrutin proportionnel | Scrutin proportionnel | Joseph Vidal      |       | PS    |
| 2e              | Scrutin proportionnel | Scrutin proportionnel | Scrutin proportionnel | Régis Barailla    |       | PS    |
| 3e              | Scrutin proportionnel | Scrutin proportionnel | Scrutin proportionnel | Jacques Cambolive |       | PS    |

## Positionnement des partis
L'UDF et le RPR se présentent unis sous l'étiquette « Union du Rassemblement et du Centre » tandis que les candidats du Parti socialiste se rangent sous la bannière de la « Majorité présidentielle pour la France unie », slogan de la campagne présidentielle de François Mitterrand.

## Résultats

### Résultats au niveau du département
| Parti          | Parti                               | Premier tour | Premier tour | Second tour | Second tour | Sièges |
| Parti          | Parti                               | Voix         | %            | Voix        | %           | Sièges |
| -------------- | ----------------------------------- | ------------ | ------------ | ----------- | ----------- | ------ |
|                | Parti socialiste                    | 74 829       | 49,02        | 65 206      | 63,29       | 3      |
|                | La France unie                      | 74 829       | 49,02        | 65 206      | 63,29       | 3      |
|                |                                     |              |              |             |             |        |
|                | Rassemblement pour la République    | 30 029       | 19,67        | 20 485      | 19,88       | 0      |
|                | Union pour la démocratie française  | 12 823       | 8,40         | 17 333      | 16,82       | 0      |
|                | Union du Rassemblement et du Centre | 42 852       | 28,07        | 37 818      | 36,71       | 0      |
|                |                                     |              |              |             |             |        |
|                | Parti communiste français           | 21 216       | 13,90        |             |             | 0      |
|                | Front national                      | 13 767       | 9,02         | 0           |             |        |
|                |                                     |              |              |             |             |        |
| Inscrits       | Inscrits                            | 216 787      | 100,00       | 146 585     | 100,00      | 3      |
| Abstentions    | Abstentions                         | 59 834       | 27,6         | 38 435      | 26,22       |        |
| Votants        | Votants                             | 156 953      | 72,4         | 108 150     | 73,78       |        |
| Blancs et nuls | Blancs et nuls                      | 4 289        | 2,73         | 5 126       | 4,74        |        |
| Exprimés       | Exprimés                            | 152 664      | 97,27        | 103 024     | 95,26       |        |

### Résultats par circonscription

#### Première circonscription (Carcassonne)
| Candidat       | Candidat              | Parti          | Premier tour | Premier tour | Second tour | Second tour |  |
| Candidat       | Candidat              | Parti          | Voix         | %            | Voix        | %           |  |
| -------------- | --------------------- | -------------- | ------------ | ------------ | ----------- | ----------- |  |
|                | Joseph Vidal élu      | PS             | 19 898       | 45,85        | 27 745      | 61,55       |  |
|                | Gérard Larrat sortant | UDF (PR) (URC) | 12 823       | 29,55        | 17 333      | 38,45       |  |
|                | Henry Garino          | PCF            | 7 239        | 16,68        |             |             |  |
|                | Henri Escortell       | FN             | 3 437        | 7,92         |             |             |  |
|                |                       |                |              |              |             |             |  |
| Inscrits       | Inscrits              | Inscrits       | 62 645       | 100,00       | 62 624      | 100,00      |  |
| Abstentions    | Abstentions           | Abstentions    | 17 813       | 28,43        | 15 505      | 24,76       |  |
| Votants        | Votants               | Votants        | 44 832       | 71,57        | 47 119      | 75,24       |  |
| Blancs et nuls | Blancs et nuls        | Blancs et nuls | 1 435        | 3,2          | 2 041       | 4,33        |  |
| Exprimés       | Exprimés              | Exprimés       | 43 397       | 96,8         | 45 078      | 95,67       |  |

#### Deuxième circonscription (Narbonne)
| Candidat       | Candidat                     | Parti          | Premier tour | Premier tour | Second tour | Second tour |  |
| Candidat       | Candidat                     | Parti          | Voix         | %            | Voix        | %           |  |
| -------------- | ---------------------------- | -------------- | ------------ | ------------ | ----------- | ----------- |  |
|                | Régis Barailla sortant réélu | PS             | 28 022       | 48,97        | 37 461      | 64,65       |  |
|                | Roger Fabry                  | RPR (URC)      | 13 277       | 23,2         | 20 485      | 35,35       |  |
|                | Gérard Chappert              | PCF            | 9 031        | 15,78        |             |             |  |
|                | Yvonne Garnier               | FN             | 6 893        | 12,05        |             |             |  |
|                |                              |                |              |              |             |             |  |
| Inscrits       | Inscrits                     | Inscrits       | 83 987       | 100,00       | 83 961      | 100,00      |  |
| Abstentions    | Abstentions                  | Abstentions    | 25 128       | 29,92        | 22 930      | 27,31       |  |
| Votants        | Votants                      | Votants        | 58 859       | 70,08        | 61 031      | 72,69       |  |
| Blancs et nuls | Blancs et nuls               | Blancs et nuls | 1 636        | 2,78         | 3 085       | 5,05        |  |
| Exprimés       | Exprimés                     | Exprimés       | 57 223       | 97,22        | 57 946      | 94,95       |  |

#### Troisième circonscription (Castelnaudary - Limoux)
|                | Jacques Cambolive sortant réélu | PS             | 26 909 | 51,7   |  |  |  |
|                | Henri Pélofy                    | RPR (URC)      | 16 752 | 32,19  |  |  |  |
|                | Marie-Jeanne Rivera             | PCF            | 4 946  | 9,5    |  |  |  |
|                | Yves Cros                       | FN             | 3 437  | 6,6    |  |  |  |
|                |                                 |                |        |        |  |  |  |
| Inscrits       | Inscrits                        | Inscrits       | 70 155 | 100,00 |  |  |  |
| Abstentions    | Abstentions                     | Abstentions    | 16 893 | 24,08  |  |  |  |
| Votants        | Votants                         | Votants        | 53 262 | 75,92  |  |  |  |
| Blancs et nuls | Blancs et nuls                  | Blancs et nuls | 1 218  | 2,29   |  |  |  |
| Exprimés       | Exprimés                        | Exprimés       | 52 044 | 97,71  |  |  |  |